# The Legend of Korra: Patterns in Time
The Legend of Korra: Patterns in Time é um quadrinho de fantasia publicado em 2022 pela editora norte-americana Dark Horse Comics. Foi escrito por Michael Dante DiMartino e Bryan Konietzko, ilustrado por Heather Campbell e Jayd Aït-Kacy e colorido por Killian Ng. É baseado na série animada televisa A Lenda de Korra, da Nickelodeon.
O quadrinho é uma coletânea de histórias curtas publicadas anteriormente em edições do Free Comic Book Day, além de outras criadas especialmente para essa edição.

## Sinopse
Seus personagens favoritos do Time Avatar e além estão aqui nesta coleção de histórias, do emotivo ao hilário. Junte-se a Korra, Asami, Mako, Bolin, Tenzin e mais rostos conhecidos de A Lenda de Korra, apresentados em histórias especialmente criadas por um grupo de talentosos quadrinistas!

## Produção
Teve seu anúncio oficial em 23 de novembro de 2021, com um lançamento previsto inicialmente para 12 de abril do ano seguinte. A data inicial foi pensada de forma a comemorar o aniversário de dez anos do inicio da série. O quadrinho foi descrito como um misto de novas histórias com algumas já antes publicadas.

## Publicação
Seu lançamento oficial foi no dia 20 de dezembro de 2022.

## Recepção
J.W. Donley, para o site Horror Tree, fez uma análise da história, comentando que "essa ainda foi uma divertida leitura. Mas, ao contrário da série de televisão, ela provavelmente tem menos apelo para aqueles que estão além da escola primária". Paige Lyman, do site Women Write About Comics, elogiou o quadrinho, dizendo que "No geral, Patterns in Time é uma adição bastante divertida para universo de A Lenda de Korra - especialmente para fãs que já estão familiarizados com o universo da série". Já Cole Rush, do site The Quill to Live, em sua review da história, disse que achou "Patterns in Time completamente satisfatório", adicionando ainda que "respeita a restrição dos escritos em contar histórias simples e doces sem transforma-las em narrativas que a coletânea não poderia (e não deveria) lidar.